# ドジョウ
ドジョウ（泥鰌、鰌、鯲、𩼈、鰍、学名: Misgurnus anguillicaudatus）は、コイ目ドジョウ科に分類される淡水魚の一種。日本の平野部の水田や湿地、農業用水路、泥底の流れの緩やかな小川などに全国的に生息している。中国大陸、台湾、朝鮮半島にも分布するほか、日本をはじめとした東アジア地域では食用魚としての養殖も盛んに行われている。
日本語の「どじょう」は広義にはドジョウ科全体を指し、英語のローチ (loach) は通常、ドジョウ科の総称である。また、「どじょう」は、ドジョウ科、フクドジョウ科、アユモドキ科の3つの科を指すことも多い。しかしここではドジョウ科の M. anguillicaudatus 一種について述べる。「どじょう」と称される魚類全般は「ドジョウ上科」または「ドジョウ科」を参照。また、名称に「どじょう」の語があるタイワンドジョウ、ウミドジョウの別名のあるギンポやアユモドキに関しても触れない。

## 形態
ウナギのように体の断面が円筒形で細長い小魚で、解剖学的にウナギ型の体形（eel like form）と呼ばれる。この形の魚は生態的には泥に潜ったり、岩の隙間に潜むような種類に多く、収斂進化の結果としてウナギやドジョウ以外にもアナゴ類、ウツボ類、タウナギ類など多くの分類群で知られている。
体色は背中側が宮地ら（1963）では暗緑橙色と表現しているが茶色に近い。腹側は淡い黄色である。背中側には暗色の細かい斑点が多数現れる。側線は比較的明瞭であるが、尾びれ近くでは分かりにくいことがある。口周りのひげが良く目立つ。ひげは上唇から3対6本、下唇からは2対4本が生え、合計5対10本となる。上唇のひげは長くよく目立つが、下唇のものはやや短い。尾びれは縁が丸くなる。

### 類似種
日本産類似種との判別はひげの数を見るのが非常に有効である。本種は5対10本のひげを持つが、国内で見られるほかのドジョウ類は3対6本、ないし4対8本のものばかりのため、ひげの数だけでほぼ判別できる。唯一カラドジョウだけは5対10本のひげを持つが、両者は胸鰭骨質盤の形状が異なることが知られている。また、背びれが生える位置が本種は体の中央付近からであるが、体のかなり後ろから生える種類もおり判別ポイントの一つである。

## 生態
雑食性で、ユスリカの幼虫、イトミミズなどを主に摂食する。主に用水路や田などに生息しており、冬に水温約7℃を下回ると、泥の中で冬眠を始める。口ひげは上顎に3対下顎2対で合計10本ある。このひげには味蕾（みらい）があり、食物を探すのに使われる。えらで呼吸するほか、水中の酸素が不足すると、水面まで上がってきて空気を吸い肛門から排出する、腸呼吸も行うが、腸呼吸は補助的な酸素取り込み手段であり腸呼吸だけでは生存のための必要量を摂取できず死亡する。証拠としてドジョウの鰓を電気を通じた白金線で焼くと、腸の組織が膨れて腸呼吸が盛んになるのが確認できるが、そのまま全部鰓を焼くと死んでしまったという実験記録がある。しかし、腸呼吸のみで8時間生存が確認されたという報告もある。この腸呼吸の際の酸素の取り込みは腸管の下部で行われる。
条件が良ければ1年で成熟し、水田域での寿命は1 - 2年と考えられている。山間の池沼などでは、より長寿と考えられる大型の個体もみられる。飼育下では15年以上生存する。
繁殖期は5 - 8月で、高水温の湿地や田んぼに移動し、産卵する。産卵時にはオスがメスに一瞬巻きつき、その刺激で放卵・放精する。特定のペアにならず、メスは何度も産卵する。卵は産卵後すぐに卵膜が膨らむ。表面には粘着性があり、野外ではすぐに泥が付着する。水温25℃では40時間以内にふ化する。口は開いておらず、卵黄から栄養を得る。ふ化1日後には長い外鰓が発達する。酸素の少ない水域での呼吸に役立つと考えられている。ふ化後3 - 4日には外鰓は退化し、ドジョウらしい姿となる。そして、積極的に採食し始める。
同じコイ目だが別科のコイ・フナ（キンギョ含む）・タモロコとの間に雑種が生じるが、いずれとも発生中か孵化後採餌前までに致死する奇形（体躯矮小・小頭・小眼・体軸湾曲・浮腫など）の稚魚しかできず、ごく稀に生存する場合は前述の雌性発生が起きたためで純粋なドジョウの稚魚が生まれる。

## 分布
日本列島（伊豆・小笠原諸島、南西諸島を除く）、朝鮮半島、アムール川、中国中南部からベトナム北部、台湾、海南島。移植として、ヨーロッパ、北アメリカ、北海道、沖縄諸島屋我地島。対馬、隠岐諸島、トカラ列島中之島のものも移植されたものとすることがある。

## 分類
近年細分化する動きもある。
三重県伊賀市新堂地区には過去ジンダイドジョウ（神代泥鰌）という個体群が生息していた。この個体群は全長30 cmほどに成長し、頭部から背部にかけて斑点があったなどの特徴があったとされている。純粋な遺伝子をもつ集団は絶滅したため、詳しいことは分かっていない。近年の研究で、ドジョウにはジンダイドジョウのほか、複数の個体群が存在していることが示唆されている。島根県安来市も有名。

## 人間との関わり

### 食用

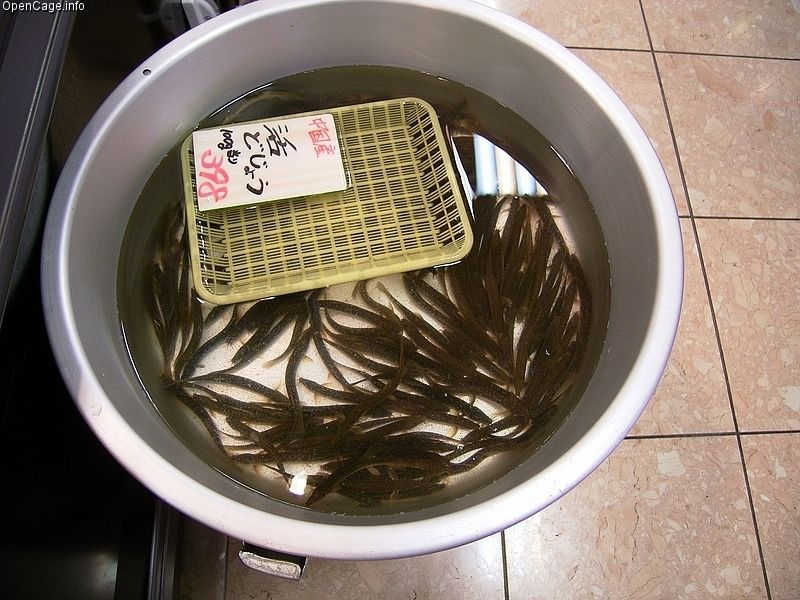
スーパーマーケットで売られている中国産のドジョウ

ドジョウ類は水田やその周りでは簡単に取れることから水稲文化との相性が良く、近縁種も含めアジア各地で食用にされており日本も例外ではない。近年は冷蔵物流技術の発達により海水魚が広く出回るようになったこと、寿司などの生食文化の流行、農薬汚染のイメージによる淡水魚介類利用が激減し珍しくなった。昭和中頃までは郷土料理としてほぼ全国的に食用利用が見られたという。ただし、沖縄、九州南部、四国太平洋側、紀伊半島南部など地域は郷土料理として伝わるものは少ないようである。調理法としては汁物が全国的に見られるほか、煮付けや炒め煮が関東以西、柳川は兵庫以東を中心に見られる。
富山県や静岡県ではドジョウ類のかば焼きを食べる文化があり、ウナギのかば焼きと同じく夏に好んで食べられるという地域が多い。富山県のある地区ではイネの重要病害であるいもち病（稲熱）を追い払う神事の後にかば焼きを食べて身体を労う習慣がある。富山県の農村部は醤油は贅沢品とし味噌の方を多用する地域があるが、このかば焼きは醤油と砂糖を使って味付けされたといい、ハレの食事だったことがうかがえる。富山県に隣接する石川県金沢市でも夏になると店の軒先に赤いのぼりを立ててドジョウのかば焼きを売る光景が見られる。金沢のドジョウ売りには明治初期のキリシタン弾圧とその後の解放から、信徒が糊口をしのぐために始めたものだという言い伝えがあるという。石川県以西からはドジョウの汁物を作るときに酒粕を入れた粕汁にすることが見られた。
ドジョウの汁物は全国的によく作られた料理であるが、作り方や味付けにはかなりの地域差がある。東北地方ではドジョウ類は酒に漬けてから調理する地域が多いが、西日本ではあまり見られない。入れる野菜はゴボウのところが多いが、ニンジンのような別の根菜や具沢山にする地域もある。味付けは醤油仕立てが多いが味噌仕立てや吸い物もある。汁の中に麺を入れる地域もしばしばみられ、東日本ではうどん、西日本では素麵が使われることが多い。
柳川鍋はドジョウを煮たうえで溶き卵で閉じたもので東日本を中心によく見られる。
寄生虫の危険性は経験的に認識されていたと見られ、生食する地域は少ない。滋賀県にはドジョウ類のなれずしを神社に奉納する地域があり、前年秋に作った寿司を半年以上熟成させ5月の祭りで奉納する。栃木県宇都宮市郊外でも神社の祭りに合わせてなれずし（現地では「くされずし」と呼ぶ）を作る風習がある。栃木のものはアユを使うのが普通だが、ドジョウ類で作ることもあるという。
地獄鍋（どじょう豆腐）は生きたドジョウと豆腐を一緒に鍋に入れて徐々に加熱していくと、熱さを逃れようとして豆腐の中にドジョウが潜り込むが、結局は豆腐の中で加熱されて死んでしまいそれを豆腐ごと食べるというものである。実際には、ドジョウは豆腐に潜り込むまでには至らないという。中国や韓国にも同様の料理があり、中国では「泥鰍鉆豆腐」などという。
宮城県周辺にはハレの日を祝う多彩な餅文化があることが知られ、また川魚は囲炉裏端で燻し保存食にする習慣がある地域もある。宮城県北部の栗原地域には燻したドジョウを粉砕し、餅に塗して食べる「ふすべ餅」という餅料理があるという。餅に塗すものは植物性のものが多い中では珍しい。なお、宮城県や岩手県南部ではエビの餅も知られる
朝鮮半島にもドジョウの食文化があるが、もともと下級市民の魚とされ昔の文献にはあまり出てこないという。ドジョウの汁物・チュオタンなどが代表的な調理法である。中国でも自家消費が多く、市場にはあまり出回らない魚だといい、揚げ物などがある。日本では室町時代ごろの文献からドジョウ類の利用が確認できるという
中国では、ドジョウを「水中人参（水中の薬用人参）」と称することもあるほどで薬膳に用いることも多いが、泥抜きしたドジョウを加熱乾燥し、破砕した粉末を食事療法に用いる例もある。解毒作用があるとされ、A型肝炎の回復を早めたり腫瘍の予防になるともいわれる。

### 漁業・養殖
ドジョウを捕獲する仕掛けはその入り口に返しがついていて、一度入ると出られない構造になっている。そのうち餌を使う仕掛けは、筌、モンドリ、笯、ウツボ、ヤラズと呼ばれ、その餌はタニシをつぶしたもの、糠、蚕の蛹、あるいはそれらを混ぜた団子を使う。餌を使わない仕掛けは、筌、ウゲ、モジリ、カゴ、トントコオトシと呼ぶ。餌を使わないため、流水の合流する地点に仕掛けて遡上するドジョウを捕獲する。
手足で笊に追い込んで捕獲する手法もある。この光景は安来節の中の「どじょうすくい」でもよく再現されている。また、各地で普通に、水田から水を抜いたときに素手で捕獲されてきた。
関東地方ではかつて「どじょううち」、「どじょうぶち」、「どじょう刺し」などと呼ばれる漁法が水田地帯で広く行われていた。これは柄の先に木綿針や布団針、あるいは5-6 cmの針金を打ち込んである漁具を用いて、夜間に水田において明かりを灯してドジョウを探して、打ち付けるように突き刺して捕獲する、火振り漁法の一つ。
養殖もおこなわれている。国内における過去のドジョウ養殖は、1690年に出島のオランダ商館の医師として来日したエンゲルベルト・ケンペルが、著書「日本誌」の中で、薬と汚土を用いたドジョウ養殖の様子を観察し記録している。江戸の医師・本草学者であった人見必大が1697年頃に記した「本朝食鑑」には、「牛馬の糞を用て鰍を養ふ」と書かれている。ちなみにこの鰍という漢字は今では「かじか」と呼ぶが、中国ではこの漢字をドジョウにあてる。
1960年代以降、従来型の粗放的養殖よりも、ホルモン剤などを注射して種苗を得て育てる集約的養殖が盛んに行われている。近年ではコンクリート水槽と地下水を用いた泥を全く使わない養殖方法が開発されるなど、ドジョウ養殖の技術革新は続いている。
個人で飼育もできる。個体差はあるが、危険を察知した際や水温などの条件によって水底の砂や泥に潜ることがあり、飼育下ではこの特徴が災いして水槽内の水草をことごとくほじくり返されることがある。また、他の魚に比べてフンが多く、水を汚しやすい。おとなしい性格のため、他の魚とも混泳させやすいが、エビなどは、泳ぐ層が一致し、スジエビやテナガエビは隠れ家の土管などを取り合ったり、テナガエビがドジョウを食べてしなうことがあるので、混泳には向いていない。また、あまりに小さいエビは、ドジョウが食べてしまうことがある。
まれにヒドジョウ（緋泥鰌）と呼ばれるオレンジ一色の白変種もあり、人工繁殖されたものなどが観賞魚として商業流通する。

### 種の保全状況
アジアの広範囲に分布することから、2012年のIUCNレッドリストでは低懸念（低危険種、LC）として評価されている。
一般的にもなじみ深いドジョウであるが、日本各地で外来種であるカラドジョウ（生態系被害防止外来種）やヒメドジョウまた、中国産の食用淡水魚の輸送船に紛れ込んできた外来のドジョウなどによる交雑や種間競争による影響が懸念されている。一部地域では、国外産ドジョウとの交雑による遺伝子汚染が実際に確認されている。ただし、全国的な拡散状況は十分に把握されておらず、評価に必要な情報が足りないため、2013年に「絶滅のおそれのある野生生物の種のリスト」に、情報不足（DD）（環境省レッドリスト）として掲載された。キタドジョウ・シノビドジョウ・ヒョウモンドジョウが別種として判定されたことにともない、環境省レッドリスト2018にて準絶滅危惧（NT）（環境省レッドリスト）として掲載された。また、ホトケドジョウは、絶滅危惧IB類 (EN)（環境省レッドリスト）に指定されている。

## 文化
ドジョウは水田に多く見られ、古くから農村地帯で食用に用いられていた。江戸時代から戦前にかけては東京郊外の水田でいくらでも獲れ、低湿地で水田が多かった東京の北東部地域の郷土料理となっている。ドジョウすくいは泥田でドジョウをすくう姿を滑稽に表現するもので、安来節に合わせて踊られ、忘年会などの宴会芸の定番であった。現在の日本ではドジョウを食用にする習慣は少なくなっているが、ドジョウは昔から俗に「ウナギ一匹、ドジョウ一匹」とも言われ、わずか1匹でウナギ1匹分に匹敵するほどの高い栄養価を得られる食材とされている。

### 慣用句
- 柳の下の泥鰌
- 二匹目の泥鰌

### 動揺・民謡
- どんぐりころころ
- 安来節のどじょうすくい

### 信仰
河内神社（山口県美祢市）
年齢の数のドジョウの絵を奉納することで、特に腰から下の病にご利益があるとされる。
永福寺（埼玉県杉戸町）
毎年8月22日・23日の2日間にわたり「どじょう施餓鬼」と呼ばれる仏教行事が行われる。この行事は明徳3年（1392年）にはじまったとされるもので、ドジョウを龍に見立てて、先祖が龍の背中に乗って無事に極楽浄土へ旅立つことを祈りながら、ドジョウを境内の池に放つ。
三輪神社（滋賀県栗東市）
毎年5月の春季大祭において、前年の9月に漬け込んでおいた「どじょうのすし」を奉納する。すしはコメとドジョウとナマズの切り身とタデを混ぜて発酵させてつくる生成というなれずし。
大宮神社（岩手県盛岡市）
8月の大祭において生きたドジョウを奉納し、その後ドジョウ汁を食べる。
戸波神社（秋田県横手市）
5月の祭りで生きたドジョウを奉納する。
新宮木材協同組合（和歌山県新宮市）
毎年旧正月（1月下旬 - 2月中旬）に行われる末社詣りで、ドジョウ汁を食べる。ドジョウ汁には小さなドジョウを使い、ささがきゴボウを加えた白みそ仕立てである。明治時代中頃にはじまったとされる。

## 呼称
和名ドジョウは「泥つ魚」「どろつうお」が転じて「どじょう」になった説が、江戸時代の国学者、小山田与清の著作「松屋筆記」中に見られるという。昔の国語辞典である「節用集」に「とちやう」や「とぢやう」と記されているという。
身近な魚であり地方名も多数ある。全国的に多いのは「マドジョウ」「タドジョウ」「ヌマドジョウ」の3つで、最初のものが「真の」ドジョウであるという分類的なもの、あと二つが淀んだ泥っぽい所にいるという生態分布因んだ名前となっている。「ジョ」「ジヨジヨ」「ジョジョ」「ジョウ」などの「ジョ」系の名前が和歌山、高知、奄美諸島などの西日本太平洋側で知られる。ややこの地域から外れるが兵庫県播磨地方でもこれに近い名前があるという。変わった名前のものも多く「オドリコ」、「ヤナギバ」（以上東京）、「ノロマ」（山梨）、「オオマ」「オオマッコ（小型のもの）」（以上福島）などがある。「アジメ」（長野）は長野においてはほかのドジョウ類もこの名前で呼ぶことがある。「ムギナ」（信越地方、富山）は他地域では別種のドジョウ類を指すことがある。東京近郊で見られるという「オドリコ」という地方名は比較的有名でしばしば取り上げられる。一説には腸呼吸をするために体をくねらせて水面に上がってくる姿が「踊り子（ダンサー）」に似ているからとも言われる。
ドジョウ料理店などでは「どぜう」と書かれていることもあるが、字音仮名遣に従った表記では「どぢやう」が正しいとされている。越後屋初代・渡辺助七が「どぢやう」は4文字で縁起が悪いとして縁起を担ぎ3文字の「どぜう」を用いたのが始まりともされる。
ドジョウの漢字は、「泥鰌」、「鯲」、「鰌」、「土生」、「泥髭」、「泥津魚」、「泥棲魚」「土長」、「鰍」などがある。過去現在を問わない場合、表記は、「どじょう」、「とちやう」、「どぢやう」、「どぢやう」、「どぜう」、「どじょお」などがある。

## ドジョウ属
日本在来のドジョウ属は、中華人民共和国の舟山島をタイプ産地とするMisgurnus anguillicaudatus1種に分類されてきた。日本産としては1846年にコンラート・ヤコブ・テミンクとヘルマン・シュレーゲルによってCobitis rubripinnisとC. maculata（タイプ産地は長崎周辺）が記載されたが、これらは広義のM. anguillicaudatusのシノニムと見なされたり、亜種M. a. rubripinnisとされることもあった。ミトコンドリアDNAによる研究により、本種からClade A（東ヨーロッパ・ロシア系統）・B-1（日本在来系統）・B-2（中国大陸系統・日本に移入）の3系統が報告され、また琉球列島にはClade Bから分岐した2系統（沖縄島・西表島）が存在することが示唆された。Clade Bはシマドジョウ類との交雑に由来する系統だと考えられている。2012年以降はドジョウ（Clade B-1・B-2）・キタドジョウ（Clade A）・シノビドジョウ（sp. IR）・ヒョウモンドジョウ（sp. OK）の4種が区別されるようになった。2021年には中国産の標本を用いた研究によりM. anguillicaudatusの北方系統をM. bipartitusとして区別する見解も出されており、その説に従えば日本個体群の系統はM. bipartitusに含まれる。
以下にFricke et al. (2022) によるドジョウ属の有効種を示す。日本産の学名未決定種については本村 (2022) に従う。
- Misgurnus anguillicaudatus (Cantor, 1842)[39]
- Misgurnus bipartitus (Sauvage & Dabry de Thiersant, 1874)[39]
- Misgurnus buphoensis R. T. Kim & S. Y. Park, 1995 トマンドジョウ[41]
- Misgurnus fossilis (Linnaeus, 1758) ヨーロッパドジョウ（英語版）
- Misgurnus mohoity (Dybowski, 1869)[39]　モウコドジョウ[42][注釈 1]
- Misgurnus multimaculatus Rendahl, 1944
- Misgurnus nikolskyi Vasil'eva, 2001[39]
- Misgurnus tonkinensis Rendahl, 1937
- Misgurnus nahangensis (Nguyen & Bui, 2009)[43]
- Misgurnus dabryanus (Dabry de Thiersant, 1872) カラドジョウ[2]
- Misgurnus chipisaniensis Shedko & Vasl’eva, 2022[43] キタドジョウ[2]
- Misgurnus amamianus Nakajima & Hashiguchi, 2022[44] シノビドジョウ[2]
- Misgurnus sp. OK ヒョウモンドジョウ[38]

またカラドジョウ（Misgurnus dabryanus）もドジョウと似ているが、別種の外来種である。